# Gino Bramieri

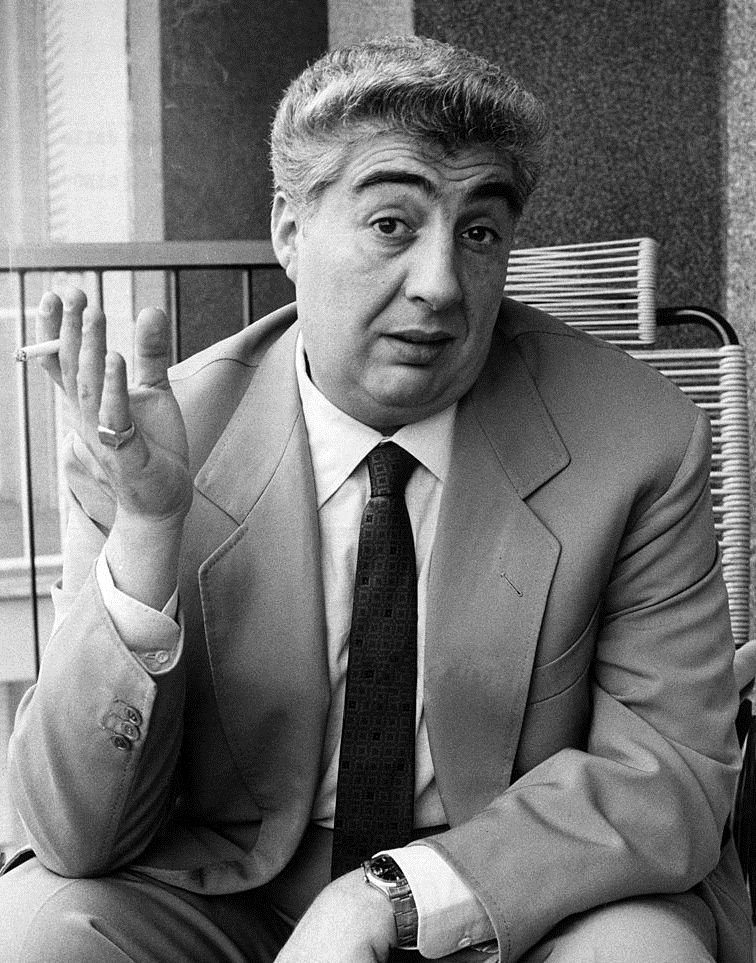
Gino Bramieri (1966)

Gino Bramieri (eigentlich Luigi Bramieri, * 21. Juni 1928 in Mailand; † 18. Juni 1996 ebenda) war ein italienischer Schauspieler.

## Leben
Bramieri spielte seit 1944 Theater und Revuen; meist gab er den komischen Widerpart des Hauptdarstellers und begann im „Avanspettacolo“-Ensemble „Cappelli“. Nach dem Krieg arbeitete er mit Erminio Macario (in Vocate per Venere), den Schwestern Nava, Wanda Osiris, Riccardo Billi/Mario Riva und Sandra Mondaini/Raimondo Vianello und wirkte an den erfolgreichen Aufführungen von Stücken wie La granduchessa e i camerier, Signorina Butterfly, IL marito in collegino, Angeli in bandiera und Un mandarono per Teo mit. Daneben nahm er zahlreiche Angebote für das Radio und das Fernsehen an. In dieser ersten Phase seiner Karriere war er ungeheuer dick, worauf auch zahlreiche der Sketche, in denen er auftrat, aufbauten. Nach einer Magenverkleinerung nahm er etwa 50 kg ab und spielte von Beginn der 1960er Jahre an nun eine größere Bandbreite von Charakteren, blieb aber dem komödiantischen Fach treu, in dem er in zahlreichen weiteren Bühneninszenierungen und im Fernsehen Erfolge feierte. Beim Sanremo-Festival 1962 trat er als Sänger in Erscheinung und erreichte zusammen mit Aurelio Fierro den sechsten Platz mit dem Lied Lui andava a cavallo. Bereits in den 1970er Jahren hatte Bramieri mit Sitcoms Erfolge. Immer wieder sah man ihn, der als Darsteller von seiner ungeheuren Sprachfertigkeit und seiner explosiven Komik lebte, auch in Filmrollen; 1977 inszenierte er eine Episode von Arriva lo sceicco. Schon 1962 hatte er zwei Drehbücher geschrieben.

## Werke

### Filmografie (Auswahl)
- 1953: Siamo tutti milanesi
- 1954: Die Gaunerparade (I tre ladri)
- 1963: Taxifahrer (I 4 tassisti)
- 1977: Arriva lo sceicco (Regie einer Episode)
- 1978: Costi quel che costi

### Fernsehproduktionen
- 1984: Esami di maturità
- 1960: Manettoni e Pippo Fantasma
- 1964: Biblioteca di Studio Uno: Il dottor Jekyll e mister Hyde
- 1964: Biblioteca di Studio Uno: Al Grand Hotel
- 1967: Graditi ospiti
- 1968: Felicita Colombo
- 1971: Mai di sabato signora Lisistrata
- 1974: Un mandarino per Teo
- 1979: Anche i bancari hanno un'anima
- 1981: La vita comincia ogni mattina

### Sitcom
- 1992–1995: Nonno Felice
- 1995: Norma e Felice